# Boismont (Meurthe-et-Moselle)
Boismont település Franciaországban, Meurthe-et-Moselle megyében. Lakosainak száma 414 fő (2022. január 1.). Boismont Baslieux, Bazailles, Mercy-le-Bas, Pierrepont és Han-devant-Pierrepont községekkel határos.

## Népesség
A település népességének változása:
| Lakosok száma | 525  | 378  | 437  | 452  | 441  | 418  | 415  | 422  | 419  | 414  |
|               | 1968 | 1982 | 1990 | 2006 | 2013 | 2015 | 2017 | 2019 | 2020 | 2022 |